# Phyllophaga pubescens
Phyllophaga pubescens är en skalbaggsart som beskrevs av Hermann Burmeister 1855. Phyllophaga pubescens ingår i släktet Phyllophaga och familjen Melolonthidae. Inga underarter finns listade i Catalogue of Life.